# Rafael Edelmann
Rafael Edelmann (geboren 7. Januar 1902 in Rēzekne, Russisches Kaiserreich; gestorben 30. November 1972 in Jerusalem) war ein dänischer Bibliothekar.

## Leben
Rafael Edelmann war ein Sohn des Schneiders Chaim Edelmann und der Miriam Metter. Er hatte zwei Geschwister. Die Familie emigrierte 1909 nach Kopenhagen und erhielt die dänische Staatsbürgerschaft. Er heiratete 1932 die Kunsthistorikerin Lisbeth Levi aus Hamburg, eine Tochter von Moses Levi. Sie hatten zwei Kinder, die beide Anfang der 1950er Jahre nach Israel emigrierten. Die Eltern folgten ihnen 1970.
Edelmann studierte am Rabbinerseminar in Berlin und an der Universität Bonn und wurde 1928 promoviert. Ab 1927 war er Assistent beim Orientalisten Paul Kahle und wurde nach der Machtübergabe an die Nationalsozialisten entlassen. Er ging als Bibliothekar an die Dänische Königliche Bibliothek, welcher der 1932 verstorbene dänische Rabbiner David Simonsen seine Privatbibliothek mit 25.000 Büchern und knapp 200 Manuskriptbänden vermacht hatte. Edelmann wurde 1938 Leiter der Judaica-Abteilung der Bibliothek.
Nachdem die Deutschen die Judenverfolgung auch auf das 1940 besetzte Dänemark ausdehnten, gelangte Edelmann 1943 im Rahmen der Rettung der dänischen Juden die Flucht nach Schweden. Nach Kriegsende war er wieder Bibliothekar in Kopenhagen. Ab 1948 hatte er Lehraufträge für Judaistik und Jiddisch an der Universität Kopenhagen. Er engagierte sich für die 1955 gegründete „Association of Libraries of Judaica and Hebraica in Europa“.
Edelmann bearbeitete den Katalog hebräischer Inkunabeln aus der Sammlung des Lazarus Goldschmidt, die 1949 in Kopenhagen erworben wurde, und erarbeitete eine Konkordanz des Babylonischen Talmud. Er gab den Corpus Codicum Hebraicorum Medii Aevi (1954–) heraus. Er kuratierte Ausstellungen aus den Beständen der Bibliothek in Paris, Strasburg, Mailand und New York.

## Schriften (Auswahl)
- Paul Kahle: Masoreten des Westens. Band 2. Das Palästinische Pentateuchtargum, die palästinische Punktation, der Bibeltext des Ben Naftali. Mit einem Beitrag von R. Edelmann. Stuttgart: Kohlhammer, 1930
- Bestimmung, Heimat and Alter der synagogalen Poesie (1932)
- Zur Frühgeschichte des Maḥzor : Genizafragmente mit palästinischer Punktation. Hrsg., übers. und erklärt von Rafael Edelmann. Stuttgart: Kohlhammer, 1934
- Jødisk mystik. 1954
- (Hrsg.): Corpus codicum Hebraicorum medii aevi. Hafniae: Munksgaard, 1954ff.
- Lazarus Goldschmidt: Subject concordance to the Babylonian Talmud. Hrsg. Rafael Edelmann. Kopenhagen: Munksgaard, 1959
- Jødisk litteratur gennem 2000 år. Samtlige illustrationer er reproduceret fra håndskrifter og bøger i Det Kongelige Biblioteks eje. Folkeuniversitets, 1961

Lisbeth Edelmann
- Lisbeth Edelmann: De jødiske helligdage. Wizo i Danmark, 1949